# Deborah Jeane Palfrey
Deborah Jeane Palfrey (18 mars 1956 - 1er mai 2008) est la propriétaire de la Pamela Martin and Associates, agence d'escortes ayant eu pour clients des membres du gotha américain de Washington DC, ce qui lui vaut d'être surnommée par les médias « DC Madam » - en référence à la capitale américaine Washington DC - ou la « Madame Claude américaine ». Accusée de proxénétisme, elle se suicide alors qu'elle venait d'être condamnée pour racket, blanchiment d'argent et gestion d'un réseau de prostitution.

## Biographie
Née à North Charleroi, cette fille d'épicier grandit à Orlando où elle obtient un diplôme de droit pénal au Rollins College (en), ce qui lui permet de travailler un temps comme assistante juridique à San Diego puis comme serveuse de cocktail. C'est en Californie qu'elle a l'idée dans les années 1980 de monter son agence d'escorte girls, donnant comme explication lorsqu'elle aura ses ennuis judiciaires qu'elle était choquée par la pratique des agences existantes qui tenaient leurs filles par l'usage de la drogue et qu'elle voulait moraliser la profession. Dénoncée probablement par la mère de l'une de ses employées, elle tente de s'enfuir au Canada mais est rattrapée avant de franchir la frontière. Elle est condamnée en 1992 pour proxénétisme et extorsion et fait 18 mois de prison. Dès sa libération, elle remonte un réseau de prostitution avec l'agence d'escortes Pamela Martin and Associates qui fonctionne de 1993 à 2006.
Son réseau de prostituées de luxe (recrutées par petite annonce, elles peuvent être professeures, chercheuses et même une officier de la Navy) compte jusqu'à 130 filles qui peuvent se faire payer jusqu'à 300 $ de l'heure, reversant à Palfrey leur commission de 50 %. Leurs clients sont alors principalement les membres du gotha américain de Washington DC.
Alors que le fisc enquête depuis six ans sur cette agence et que des call girls interpellées ont avoué qu'elles avaient comme clients des politiciens démocrates, en 2006 est nommé Jeffrey Taylor, un nouveau procureur du district de Colombia proche du parti républicain. À cette époque, le président américain George W. Bush est confronté à des sondages défavorables et le parti démocrate souhaite voter une motion de défiance. Aussi le 29 septembre 2006, Jeffrey Taylor, soucieux de faire diversion, délivre le jour même de son entrée en fonction un mandat de perquisition pour fouiller la résidence de Deborah Palfrey et saisit tous ses biens selon la procédure de confiscation civile (en) qui est alors surtout utilisée contre les trafiquants de drogue. Sous le conseil de son avocat, Deborah Palfrey menace de révéler les noms de ses clients dans l'émission de la chaîne ABC 20/20 et de les forcer à témoigner pour assurer sa défense. Elle fait ainsi tomber Harlan K. Ullman (en) et Randall L. Tobias (en) alors que le nom du vice-président de Bush Dick Cheney est évoqué comme client de Palfrey,. Cependant, ABC, filiale de Disney, réputé proche de certains réseaux conservateurs à cette époque, stoppe l'enquête en cours des journalistes de 20/20.
Pendant son procès, Deborah Palfrey se défend en présentant son agence comme un service légal d'accompagnatrices pratiquant du divertissement érotique. Le 15 avril 2008, Deborah Palfrey est condamnée pour racket, blanchiment d'argent et gestion d'un réseau de prostitution, risquant 6 à 7 ans de prison. 
Alors qu'elle est en attente que la justice statue sur sa peine, elle est découverte le 1er mai 2008 par sa mère, une corde de nylon autour du cou, dans l'abri de jardin à l'extérieur du mobile-home où elles vivaient à Tarpon Springs depuis la saisie de sa demeure et de ses comptes bancaires. Bien que la thèse du suicide soit mise en doute en raison d'autres révélations qu'elle pourrait faire au sujet de son « carnet d'adresses », son autopsie et les notes manuscrites laissées évoquant son intention de mettre fin à ses jours ne permettent pas de supposer qu'elle a été assassinée comme le voudraient de nombreuses théories complotistes.